# ヴォルンタリ
ヴォルンタリ（ルーマニア語: Voluntari）は、ルーマニアのイルフォヴ県にある町。首都ブカレストとは1kmしか離れていないことから、ブカレストの住宅街と見る向きもある。
2002年国勢調査の時点で、人口は3万16人。ルーマニア人が97.6%、ロマが1.7%、その他が0.7%を占める。

## 概要
ブカレストとの間で充実した鉄道網と道路網を有し、地価も安いことから安定した経済発展（とりわけ軽工業と商業）を遂げており、2001年から2005年の間で町の総生産は25%増加した。しかし、依然として失業者やブカレストに通勤通学する人々も多くいる。Jolie Ville Galleriaやメトロ・キャッシュ&キャリー・ハイパーマーケットといった商業施設、ボーダフォン・ルーマニアの本社などが置かれている。
地名はルーマニア語で「義勇兵」という意味で、第一次世界大戦のルーマニア義勇兵が戦後、この地に居を構えたことからつけられた。

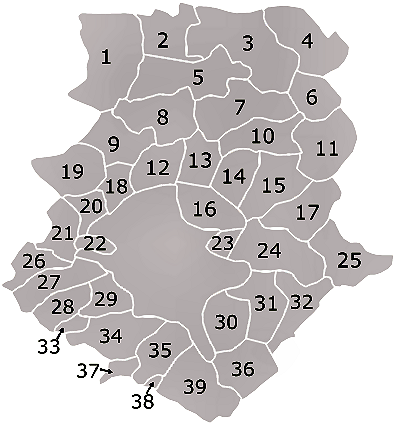
イルフォヴ県の地図。中央の一番大きいのがブカレスト、16番がヴォルンタリである

## 行政
町議会の定数は19で、2008年の時点で社会民主党が17議席、民主自由党が2議席を保持している。

## 交通
ブカレスト交通公団（RATB）などがブカレスト行きのバスを運行している。町営バスには153、155、167の3路線がある。

## 教育
ブカレスト・アメリカン国際学校やマーク・トウェイン国際学校が置かれている。